# Chromosomy potomne
Chromosomy potomne – określenie chromatyd w czasie anafazy tj. po etapie metafazy podziału mitotycznego i drugiej metafazie podziału mejotycznego. Na tym etapie poszczególne podjednostki podłużne chromosomów, tj. właśnie chromosomy potomne, rozdzielają się.